# 오노조역
오노조역(일본어: 大野城駅)은 일본 후쿠오카현 오노조시에 있는 규슈 여객철도 가고시마 본선의 역이다. 역 자체는 오노조 시에 있지만, 역의 서쪽은 가스가시에 있다.

## 역 구조 및 승강장
상대식 승강장 2면 2선을 가지는 지상역으로, 선상 역사를 갖춘다. 직영역으로, 발권 창구가 설치되어 있다.
| 1 | ■ 가고시마 본선 | (하행) | 후쓰카이치 · 구루메 · 오무타 방면 |
| 2 | ■ 가고시마 본선 | (상행) | 하카타 · 아카마 · 고쿠라 방면     |

## 이용 현황
- 2010년도의 1일 평균 승차 인원은 6,508명이다.

## 역 주변
- 시라키바루역 - 서일본 철도 덴진오무타 선
- 훼미리마트 오노조에키마에 점
- 규슈 대학 지쿠시바 캠퍼스
- 가스가 공원 단지

## 역사
- 1946년 6월 10일 : 가스가 신호장으로서 운수성이 개설.
- 1961년 10월 1일 : 역으로 승격, 시라키바루역이 된다.
- 1987년 4월 1일 : 일본국유철도 분할 민영화에 의해 규슈 여객철도가 승계.
- 1989년 3월 11일 : 오노조역으로 개칭.
- 2003년 3월 15일 : 운행 시간표 개정에 의해, 쾌속 열차 정차역으로 승격.
- 2006년 6월 1일 : 역 자유통로(개찰 외) 엘리베이터 사용 개시.
- 2007년 3월 1일 : 다목적 화장실 · 개찰 내 엘리베이터 사용 개시. 동시에 배리어 프리화.
- 2009년 3월 1일 : IC카드 SUGOCA의 사용 개시.

## 인접 역
| 가고시마 본선               | 가고시마 본선   | 가고시마 본선          |
| --------------------------- | --------------- | ---------------------- |
| 미나미후쿠오카 모지 항 방면 | ■ 쾌속 · 준쾌속 | 후쓰카이치 아라오 방면 |
| 가스가 모지 항 방면         | ■ 보통          | 미즈키 가고시마 방면   |